# Saison 2023-2024 des Hawks d'Atlanta
La saison 2023-2024 des Hawks d'Atlanta est la 74e saison de la franchise en National Basketball Association (NBA) et la 56e saison dans la ville de Atlanta.
Le 17 avril, les Hawks sont éliminés de la course aux playoffs après leur défaite lors du Play-in face aux Bulls de Chicago (116-131). 

## Draft
| Tour | Choix | Joueur      | Poste | Nationalité | Provenance                  |
| ---- | ----- | ----------- | ----- | ----------- | --------------------------- |
| 1    | 15    | Kobe Bufkin | SG    | États-Unis  | Wolverines du Michigan      |
| 2    | 46    | Seth Lundy  | SG    | États-Unis  | Nittany Lions de Penn State |

## Matchs

### Summer League
| Summer League Total: 3-2 |

| Match | Date match | Équipe       | Score    | Meilleur marqueur  | Meilleur rebondeur  | Meilleur passeur      | Lieux Spectateurs      | Série |
| ----- | ---------- | ------------ | -------- | ------------------ | ------------------- | --------------------- | ---------------------- | ----- |
| 1     | 7 juillet  | Sacramento   | D 76-80  | Brady Manek (17)   | Griffin, Martin (9) | Vít Krejčí (5)        | Cox Pavilion 0         | 0 - 1 |
| 2     | 9 juillet  | Denver       | V 98-93  | Tyrese Martin (21) | Gueye, Manek (6)    | Bufkin, Krejčí (6)    | Cox Pavilion 0         | 1 - 1 |
| 3     | 12 juillet | Minnesota    | V 99-93  | Tyrese Martin (25) | Tyrese Martin (9)   | Vít Krejčí (6)        | Thomas & Mack Center 0 | 2 - 1 |
| 4     | 13 juillet | Philadelphie | V 99-98  | Seth Lundy (16)    | Trois joueurs (8)   | Kobe Bufkin (7)       | Cox Pavilion 0         | 3 - 1 |
| 5     | 16 juillet | Dallas       | D 80-101 | Kobe Bufkin (18)   | Trois joueurs (6)   | Kabengele, Martin (4) | Cox Pavilion 0         | 3 - 2 |

### Pré-saison
| Pré-saison Total: 3-2 (Domicile : 3-0; Extérieur : 0-2) |

| Match | Date match | Équipe              | Score     | Meilleur marqueur   | Meilleur rebondeur     | Meilleur passeur   | Lieux Spectateurs           | Série |
| ----- | ---------- | ------------------- | --------- | ------------------- | ---------------------- | ------------------ | --------------------------- | ----- |
| 1     | 10 octobre | Cleveland           | V 108-107 | Trent Forrest (13)  | Clint Capela (10)      | Trae Young (5)     | State Farm Arena 11 659     | 1 - 0 |
| 2     | 12 octobre | Memphis             | V 103-102 | Trae Young (20)     | Trois joueurs (6)      | Bruno Fernando (4) | State Farm Arena 12 437     | 2 - 0 |
| 3     | 14 octobre | La Nouvelle-Orléans | V 110-105 | Onyeka Okongwu (18) | Bogdanović, Murray (7) | Jalen Johnson (7)  | Gateway Center 3 051        | 3 - 0 |
| 4     | 16 octobre | @ Indiana           | D 112-116 | Saddiq Bey (21)     | Saddiq Bey (10)        | Trent Forrest (4)  | Gainbridge Fieldhouse 8 976 | 3 - 1 |
| 5     | 20 octobre | @ Philadelphie      | D 106-120 | Trae Young (19)     | De'Andre Hunter (8)    | Trae Young (10)    | Wells Fargo Center 20 728   | 3 - 2 |

### Saison régulière
| Saison régulière Total: 36-46 (Domicile : 21-20; Extérieur : 15-26) |

| Match | Date       | Équipe      | Score     | Meilleur marqueur    | Meilleur rebondeur  | Meilleur passeur | Lieux Spectateurs       | Série |
| ----- | ---------- | ----------- | --------- | -------------------- | ------------------- | ---------------- | ----------------------- | ----- |
| 1     | 25 octobre | @ Charlotte | D 110-116 | Trae Young (23)      | Clint Capela (13)   | Trae Young (9)   | Spectrum Center 16 129  | 0 - 1 |
| 2     | 27 octobre | New York    | D 120-126 | De'Andre Hunter (27) | Clint Capela (13)   | Trae Young (12)  | State Farm Arena 17 692 | 0 - 2 |
| 3     | 29 octobre | @ Milwaukee | V 127-110 | Trae Young (20)      | Clint Capela (12)   | Trae Young (11)  | Fiserv Forum 17 341     | 1 - 2 |
| 4     | 30 octobre | Minnesota   | V 127-113 | Dejounte Murray (41) | Murray, Okongwu (7) | Trae Young (8)   | State Farm Arena 15 504 | 2 - 2 |

| Match                                                                      | Date         | Équipe                | Score          | Meilleur marqueur       | Meilleur rebondeur  | Meilleur passeur     | Lieux Spectateurs                 | Série |
| -------------------------------------------------------------------------- | ------------ | --------------------- | -------------- | ----------------------- | ------------------- | -------------------- | --------------------------------- | ----- |
| 5                                                                          | 1er novembre | Washington            | V 130-121      | Dejounte Murray (24)    | Trois joueurs (11)  | Trae Young (10)      | State Farm Arena 15 925           | 3 - 2 |
| 6                                                                          | 4 novembre   | @ La Nouvelle-Orléans | V 123-105      | Trae Young (22)         | Jalen Johnson (11)  | Trae Young (12)      | Smoothie King Center 17 237       | 4 - 2 |
| 7                                                                          | 6 novembre   | @ Oklahoma City       | D 117-126      | Dejounte Murray (29)    | Onyeka Okongwu (14) | Trae Young (11)      | Paycom Center 16 486              | 4 - 3 |
| 8                                                                          | 9 novembre   | @ Orlando             | V 120-119      | Trae Young (41)         | Clint Capela (11)   | Trae Young (8)       | Arena Ciudad de México 19 986     | 5 - 3 |
| 9                                                                          | 11 novembre  | Miami                 | D 109-117      | Trae Young (27)         | Clint Capela (12)   | Trae Young (11)      | State Farm Arena 17 722           | 5 - 4 |
| 10                                                                         | 14 novembre  | @ Détroit*            | V 126-120      | Dejounte Murray (32)    | Onyeka Okongwu (9)  | Dejounte Murray (10) | Little Caesars Arena 16 963       | 6 - 4 |
| 11                                                                         | 15 novembre  | New York              | D 114-116      | Bogdan Bogdanović (28)  | Onyeka Okongwu (6)  | Trae Young (17)      | State Farm Arena 17 060           | 6 - 5 |
| 12                                                                         | 17 novembre  | Philadelphie*         | D 116-126      | Trae Young (22)         | Clint Capela (11)   | Trae Young (13)      | State Farm Arena 17 067           | 6 - 6 |
| 13                                                                         | 21 novembre  | Indiana*              | D 152-157      | Trae Young (38)         | Saddiq Bey (10)     | Trae Young (8)       | State Farm Arena 17 162           | 6 - 7 |
| 14                                                                         | 22 novembre  | Brooklyn              | V 147-145 (OT) | Trae Young (43)         | Clint Capela (15)   | Trae Young (9)       | State Farm Arena 17 340           | 7 - 7 |
| 15                                                                         | 25 novembre  | @ Washington          | V 136-108      | Trae Young (26)         | Clint Capela (11)   | Murray, Young (10)   | Capital One Arena 16 276          | 8 - 7 |
| 16                                                                         | 26 novembre  | @ Boston              | D 103-113      | Trae Young (33)         | Bey, Capela (8)     | Trae Young (7)       | TD Garden 19 156                  | 8 - 8 |
| 17                                                                         | 28 novembre  | @ Cleveland*          | D 105-128      | Bogdanović, Hunter (18) | Capela, Okongwu (9) | Trae Young (10)      | Rocket Mortgage FieldHouse 19 432 | 8 - 9 |
| 18                                                                         | 30 novembre  | @ San Antonio         | V 137-135      | Trae Young (45)         | Clint Capela (9)    | Trae Young (14)      | Frost Bank Center 17 646          | 9 - 9 |
| *Matchs comptant pour la phase de groupe du NBA In-Season Tournament 2023. |              |                       |                |                         |                     |                      |                                   |       |

| Match | Date        | Équipe         | Score     | Meilleur marqueur      | Meilleur rebondeur  | Meilleur passeur    | Lieux Spectateurs                 | Série   |
| ----- | ----------- | -------------- | --------- | ---------------------- | ------------------- | ------------------- | --------------------------------- | ------- |
| 19    | 2 décembre  | @ Milwaukee    | D 121-132 | Trae Young (32)        | Clint Capela (17)   | Trae Young (12)     | Fiserv Forum 17 866               | 9 - 10  |
| 20    | 6 décembre  | Brooklyn       | D 113-114 | Trae Young (30)        | Clint Capela (12)   | Murray, Young (9)   | State Farm Arena 15 906           | 9 - 11  |
| 21    | 8 décembre  | @ Philadelphie | D 114-125 | De'Andre Hunter (24)   | Clint Capela (16)   | Dejounte Murray (9) | Wells Fargo Center 19 746         | 9 - 12  |
| 22    | 11 décembre | Denver         | D 122-129 | Bogdan Bogdanović (40) | Clint Capela (8)    | Trae Young (9)      | State Farm Arena 17 531           | 9 - 13  |
| 23    | 13 décembre | @ Toronto      | D 128-135 | Trae Young (35)        | Bey, Capela (10)    | Trae Young (17)     | Scotiabank Arena 19 423           | 9 - 14  |
| 24    | 15 décembre | @ Toronto      | V 125-104 | Trae Young (38)        | Clint Capela (15)   | Trae Young (11)     | Scotiabank Arena 19 800           | 10 - 14 |
| 25    | 16 décembre | @ Cleveland    | D 119-127 | Trae Young (35)        | Bruno Fernando (8)  | Trae Young (10)     | Rocket Mortgage FieldHouse 19 432 | 10 - 15 |
| 26    | 18 décembre | Détroit        | V 130-124 | Trae Young (31)        | Clint Capela (15)   | Trae Young (15)     | State Farm Arena 17 664           | 11 - 15 |
| 27    | 20 décembre | @ Houston      | V 134-127 | Trae Young (30)        | Onyeka Okongwu (11) | Trae Young (14)     | Toyota Center 18 055              | 12 - 15 |
| 28    | 22 décembre | @ Miami        | D 113-122 | Trae Young (30)        | Bey, Capela (10)    | Trae Young (13)     | Kaseya Center 20 029              | 12 - 16 |
| 29    | 23 décembre | Memphis        | D 119-125 | Trae Young (30)        | Clint Capela (12)   | Trae Young (13)     | State Farm Arena 17 632           | 12 - 17 |
| 30    | 26 décembre | @ Chicago      | D 113-118 | Bogdan Bogdanović (22) | Jalen Johnson (9)   | Trae Young (13)     | United Center 21 420              | 12 - 18 |
| 31    | 29 décembre | Sacramento     | D 110-117 | Trae Young (24)        | Jalen Johnson (15)  | Trae Young (9)      | State Farm Arena 18 305           | 12 - 19 |
| 32    | 31 décembre | @ Washington   | V 130-126 | Trae Young (40)        | Clint Capela (17)   | Trae Young (13)     | Capital One Arena 17 042          | 13 - 19 |

| Match | Date       | Équipe         | Score          | Meilleur marqueur    | Meilleur rebondeur     | Meilleur passeur     | Lieux Spectateurs            | Série   |
| ----- | ---------- | -------------- | -------------- | -------------------- | ---------------------- | -------------------- | ---------------------------- | ------- |
| 33    | 3 janvier  | Oklahoma City  | V 141-138      | Jalen Johnson (28)   | Clint Capela (14)      | Trae Young (11)      | State Farm Arena 17 770      | 14 - 19 |
| 34    | 5 janvier  | @ Indiana      | D 116-150      | Dejounte Murray (30) | Jalen Johnson (8)      | Trae Young (6)       | Gainbridge Fieldhouse 17 274 | 14 - 20 |
| 35    | 7 janvier  | @ Orlando      | D 110-117 (OT) | Trae Young (31)      | Clint Capela (12)      | Trae Young (9)       | Kia Center 19 349            | 14 - 21 |
| 36    | 10 janvier | Philadelphie   | V 139-132 (OT) | Trae Young (28)      | Jalen Johnson (16)     | Trae Young (11)      | State Farm Arena 16 089      | 15 - 21 |
| 37    | 12 janvier | Indiana        | D 108-126      | Dejounte Murray (29) | Bogdanović, Capela (5) | Forrest, Young (4)   | State Farm Arena 15 596      | 15 - 22 |
| 38    | 13 janvier | Washington     | D 99-127       | Trae Young (21)      | Onyeka Okongwu (10)    | Trae Young (10)      | State Farm Arena 17 108      | 15 - 23 |
| 39    | 15 janvier | San Antonio    | V 109-99       | Trae Young (36)      | Dejounte Murray (13)   | Trae Young (13)      | State Farm Arena 17 447      | 16 - 23 |
| 40    | 17 janvier | Orlando        | V 106-104      | Dejounte Murray (26) | Johnson, Okongwu (9)   | Trae Young (12)      | State Farm Arena 14 541      | 17 - 23 |
| 41    | 19 janvier | @ Miami        | V 109-108      | Dejounte Murray (22) | Clint Capela (11)      | Dejounte Murray (11) | Kaseya Center 20 040         | 18 - 23 |
| 42    | 20 janvier | Cleveland      | D 95-116       | Dejounte Murray (24) | Capela, Murray (9)     | Murray, Young (5)    | State Farm Arena 17 047      | 18 - 24 |
| 43    | 22 janvier | @ Sacramento   | D 107-122      | Dejounte Murray (35) | Clint Capela (12)      | Dejounte Murray (6)  | Golden 1 Center 17 832       | 18 - 25 |
| 44    | 24 janvier | @ Golden State | D 112-134      | Dejounte Murray (23) | Clint Capela (11)      | Dejounte Murray (7)  | Chase Center 18 064          | 18 - 26 |
| 45    | 26 janvier | Dallas         | D 143-148      | Trae Young (30)      | Clint Capela (8)       | Trae Young (11)      | State Farm Arena 16 149      | 18 - 27 |
| 46    | 28 janvier | Toronto        | V 126-125      | Trae Young (30)      | Clint Capela (14)      | Trae Young (12)      | State Farm Arena 15 658      | 19 - 27 |
| 47    | 30 janvier | L.A. Lakers    | V 138-122      | Trae Young (26)      | Clint Capela (12)      | Trae Young (13)      | State Farm Arena 17 871      | 20 - 27 |

| Match                  | Date       | Équipe         | Score          | Meilleur marqueur      | Meilleur rebondeur      | Meilleur passeur     | Lieux Spectateurs         | Série   |
| ---------------------- | ---------- | -------------- | -------------- | ---------------------- | ----------------------- | -------------------- | ------------------------- | ------- |
| 48                     | 2 février  | Phoenix        | V 129-120      | Trae Young (32)        | Clint Capela (10)       | Trae Young (15)      | State Farm Arena 16 536   | 21 - 27 |
| 49                     | 3 février  | Golden State   | V 141-134 (OT) | Trae Young (35)        | Onyeka Okongwu (16)     | Jalen Johnson (8)    | State Farm Arena 17 600   | 22 - 27 |
| 50                     | 5 février  | L.A. Clippers  | D 144-149      | De'Andre Hunter (27)   | Hunter, Johnson (7)     | Trae Young (12)      | State Farm Arena 17 093   | 22 - 28 |
| 51                     | 7 février  | @ Boston       | D 117-125      | Saddiq Bey (25)        | Jalen Johnson (15)      | Trae Young (10)      | TD Garden 19 156          | 22 - 29 |
| 52                     | 9 février  | @ Philadelphie | V 127-121      | Trae Young (37)        | Bey, Johnson (11)       | Trae Young (12)      | Wells Fargo Center 19 758 | 23 - 29 |
| 53                     | 10 février | Houston        | V 122-113      | Dejounte Murray (34)   | Bogdanović, Okongwu (7) | Trae Young (8)       | State Farm Arena 17 503   | 24 - 29 |
| 54                     | 12 février | Chicago        | D 126-136      | Bogdan Bogdanović (28) | Onyeka Okongwu (12)     | Trae Young (14)      | State Farm Arena 16 524   | 24 - 30 |
| 55                     | 14 février | @ Charlotte    | D 99-122       | De'Andre Hunter (21)   | Fernando, Johnson (12)  | Trae Young (12)      | Spectrum Center 14 336    | 24 - 31 |
| NBA All-Star Game 2024 |            |                |                |                        |                         |                      |                           |         |
| 56                     | 23 février | Toronto        | D 121-123      | Dejounte Murray (24)   | Jalen Johnson (12)      | Murray, Young (7)    | State Farm Arena 17 625   | 24 - 32 |
| 57                     | 25 février | Orlando        | V 109-92       | Dejounte Murray (25)   | Jalen Johnson (10)      | Dejounte Murray (11) | State Farm Arena 17 173   | 25 - 32 |
| 58                     | 27 février | Utah           | V 124-97       | Jalen Johnson (22)     | Capela, Johnson (13)    | Dejounte Murray (11) | State Farm Arena 17 129   | 26 - 32 |
| 59                     | 29 février | @ Brooklyn     | D 97-124       | Dejounte Murray (28)   | Capela, Murray (6)      | Dejounte Murray (5)  | Barclays Center 17 284    | 26 - 33 |

| Match | Date    | Équipe              | Score          | Meilleur marqueur      | Meilleur rebondeur     | Meilleur passeur      | Lieux Spectateurs            | Série   |
| ----- | ------- | ------------------- | -------------- | ---------------------- | ---------------------- | --------------------- | ---------------------------- | ------- |
| 60    | 2 mars  | @ Brooklyn          | D 102-114      | Saddiq Bey (23)        | Clint Capela (10)      | Dejounte Murray (11)  | Barclays Center 18 075       | 26 - 34 |
| 61    | 5 mars  | @ New York          | V 116-100      | Jalen Johnson (26)     | Quatre joueurs (9)     | Jalen Johnson (7)     | Madison Square Garden 19 812 | 27 - 34 |
| 62    | 6 mars  | Cleveland           | V 112-101      | Bey, Bogdanović (23)   | Bruno Fernando (10)    | Dejounte Murray (9)   | State Farm Arena 15 841      | 28 - 34 |
| 63    | 8 mars  | @ Memphis           | V 99-92        | Dejounte Murray (41)   | Clint Capela (11)      | Dejounte Murray (6)   | FedExForum 16 667            | 29 - 34 |
| 64    | 10 mars | La Nouvelle-Orléans | D 103-116      | Bogdan Bogdanović (25) | Clint Capela (14)      | Dejounte Murray (11)  | State Farm Arena 17 695      | 29 - 35 |
| 65    | 13 mars | @ Portland          | D 102-106      | Dejounte Murray (40)   | Clint Capela (14)      | Bogdan Bogdanović (8) | Moda Center 18 064           | 29 - 36 |
| 66    | 15 mars | @ Utah              | D 122-124      | Dejounte Murray (33)   | Clint Capela (15)      | Dejounte Murray (9)   | Delta Center 0               | 29 - 37 |
| 67    | 17 mars | @ L.A. Clippers     | V 110-93       | De'Andre Hunter (20)   | Clint Capela (13)      | Dejounte Murray (10)  | Crypto.com Arena 19 370      | 30 - 37 |
| 68    | 18 mars | @ L.A. Lakers       | D 105-136      | Jalen Johnson (25)     | Capela, Johnson (9)    | Dejounte Murray (10)  | Crypto.com Arena 18 997      | 30 - 38 |
| 69    | 21 mars | @ Phoenix           | D 115-128      | Dejounte Murray (29)   | Clint Capela (10)      | Dejounte Murray (10)  | Footprint Center 17 071      | 30 - 39 |
| 70    | 23 mars | Charlotte           | V 132-91       | Dejounte Murray (28)   | Clint Capela (10)      | Dejounte Murray (12)  | State Farm Arena 17 900      | 31 - 39 |
| 71    | 25 mars | Boston              | V 120-118      | De'Andre Hunter (24)   | Clint Capela (12)      | Dejounte Murray (15)  | State Farm Arena 17 405      | 32 - 39 |
| 72    | 27 mars | Portland            | V 120-106      | Dejounte Murray (30)   | Clint Capela (10)      | Dejounte Murray (5)   | State Farm Arena 16 059      | 33 - 39 |
| 73    | 28 mars | Boston              | V 123-122 (OT) | Dejounte Murray (44)   | Capela, Hunter (13)    | Dejounte Murray (7)   | State Farm Arena 17 743      | 34 - 39 |
| 74    | 30 mars | Milwaukee           | D 113-122      | Bogdan Bogdanović (38) | Bogdan Bogdanović (10) | Dejounte Murray (12)  | State Farm Arena 17 700      | 34 - 40 |

| Match | Date      | Équipe      | Score           | Meilleur marqueur       | Meilleur rebondeur   | Meilleur passeur       | Lieux Spectateurs               | Série   |
| ----- | --------- | ----------- | --------------- | ----------------------- | -------------------- | ---------------------- | ------------------------------- | ------- |
| 75    | 1er avril | @ Chicago   | V 113-101       | Bogdan Bogdanović (20)  | Clint Capela (11)    | Bogdanović, Murray (6) | United Center 21 114            | 35 - 40 |
| 76    | 3 avril   | Détroit     | V 121-113       | Jalen Johnson (28)      | Clint Capela (16)    | Johnson, Murray (11)   | State Farm Arena 17 899         | 36 - 40 |
| 77    | 4 avril   | @ Dallas    | D 95-109        | Bogdan Bogdanović (17)  | Jalen Johnson (16)   | Johnson, Murray (4)    | American Airlines Center 20 211 | 36 - 41 |
| 78    | 6 avril   | @ Denver    | D 110-142       | Clint Capela (19)       | Clint Capela (12)    | Dejounte Murray (12)   | Ball Arena 19 639               | 36 - 42 |
| 79    | 9 avril   | Miami       | D 111-117 (2OT) | Dejounte Murray (29)    | Dejounte Murray (13) | Dejounte Murray (13)   | State Farm Arena 17 049         | 36 - 43 |
| 80    | 10 avril  | Charlotte   | D 114-115       | Bogdanović, Krejčí (19) | Mouhamed Gueye (7)   | Trae Young (11)        | State Farm Arena 16 158         | 36 - 44 |
| 81    | 12 avril  | @ Minnesota | D 106-109       | Trae Young (19)         | Clint Capela (11)    | Trae Young (7)         | Target Center 18 024            | 36 - 45 |
| 82    | 14 avril  | @ Indiana   | D 115-157       | Dejounte Murray (32)    | Mouhamed Gueye (9)   | Trae Young (12)        | Gainbridge Fieldhouse 17 274    | 36 - 46 |

### Play-in tournament
| Play-in Total: 0-1 (Domicile : 0-0; Extérieur : 0-1) |

| Match | Date match | Équipe    | Score     | Meilleur marqueur    | Meilleur rebondeur | Meilleur passeur | Lieux Spectateurs    | Série |
| ----- | ---------- | --------- | --------- | -------------------- | ------------------ | ---------------- | -------------------- | ----- |
| 1     | 17 avril   | @ Chicago | D 116-131 | Dejounte Murray (30) | Clint Capela (17)  | Trae Young (10)  | United Center 21 627 | 0 - 1 |

### Confrontations en saison régulière
| Conférence Est      | Conférence Est                              | Conférence Est                              | Conférence Est                              | Conférence Est                              | Conférence Ouest                            | Conférence Ouest                            | Conférence Ouest                            |
| Division Atlantique | Division Atlantique                         | Division Atlantique                         | Division Atlantique                         | Division Atlantique                         | Division Nord-Ouest                         | Division Nord-Ouest                         | Division Nord-Ouest                         |
| Équipe              | Domicile                                    | Domicile                                    | Extérieur                                   | Extérieur                                   | Équipe                                      | Domicile                                    | Extérieur                                   |
| ------------------- | ------------------------------------------- | ------------------------------------------- | ------------------------------------------- | ------------------------------------------- | ------------------------------------------- | ------------------------------------------- | ------------------------------------------- |
| Boston              | 120-118                                     | 123-122 (OT)                                | 103-113                                     | 117-125                                     | Denver                                      | 122-129                                     | 110-142                                     |
| Brooklyn            | 147-145 (OT)                                | 113-114                                     | 97-124                                      | 102-114                                     | Minnesota                                   | 127-113                                     | 106-109                                     |
| New York            | 120-126                                     | 114-116                                     | 116-100                                     |                                             | Oklahoma City                               | 141-138                                     | 117-126                                     |
| Philadelphie        | 116-126                                     | 139-132 (OT)                                | 114-125                                     | 127-121                                     | Portland                                    | 120-106                                     | 102-106                                     |
| Toronto             | 126-125                                     | 121-123                                     | 128-135                                     | 125-104                                     | Utah                                        | 124-97                                      | 122-124                                     |
| Division            | 8–11 (Domicile : 5-5; Extérieur : 3-6)      | 8–11 (Domicile : 5-5; Extérieur : 3-6)      | 8–11 (Domicile : 5-5; Extérieur : 3-6)      | 8–11 (Domicile : 5-5; Extérieur : 3-6)      | Division                                    | 4–6 (Domicile : 4-1; Extérieur : 0-5)       | 4–6 (Domicile : 4-1; Extérieur : 0-5)       |
| Division Centrale   | Division Centrale                           | Division Centrale                           | Division Centrale                           | Division Centrale                           | Division Pacifique                          | Division Pacifique                          | Division Pacifique                          |
| Équipe              | Domicile                                    | Domicile                                    | Extérieur                                   | Extérieur                                   | Équipe                                      | Domicile                                    | Extérieur                                   |
| Chicago             | 126-136                                     |                                             | 113-118                                     | 113-101                                     | Golden State                                | 141-134 (OT)                                | 112-134                                     |
| Cleveland           | 95-116                                      | 112-101                                     | 105-128                                     | 119-127                                     | L.A. Clippers                               | 144-149                                     | 110-93                                      |
| Détroit             | 130-124                                     | 121-113                                     | 126-120                                     |                                             | L.A. Lakers                                 | 138-122                                     | 105-136                                     |
| Indiana             | 152-157                                     | 108-126                                     | 116-150                                     | 115-157                                     | Phoenix                                     | 129-120                                     | 115-128                                     |
| Milwaukee           | 113-122                                     |                                             | 127-110                                     | 121-132                                     | Sacramento                                  | 110-117                                     | 107-122                                     |
| Division            | 6–11 (Domicile : 3-5; Extérieur : 3-6)      | 6–11 (Domicile : 3-5; Extérieur : 3-6)      | 6–11 (Domicile : 3-5; Extérieur : 3-6)      | 6–11 (Domicile : 3-5; Extérieur : 3-6)      | Division                                    | 4–6 (Domicile : 3-2; Extérieur : 1-4)       | 4–6 (Domicile : 3-2; Extérieur : 1-4)       |
| Division Sud-Est    | Division Sud-Est                            | Division Sud-Est                            | Division Sud-Est                            | Division Sud-Est                            | Division Sud-Ouest                          | Division Sud-Ouest                          | Division Sud-Ouest                          |
| Équipe              | Domicile                                    | Domicile                                    | Extérieur                                   | Extérieur                                   | Équipe                                      | Domicile                                    | Extérieur                                   |
|                     |                                             |                                             |                                             |                                             | Dallas                                      | 143-148                                     | 95-109                                      |
| Charlotte           | 132-91                                      | 114-115                                     | 110-116                                     | 99-122                                      | Houston                                     | 122-113                                     | 134-127                                     |
| Miami               | 109-117                                     | 111-117 (2OT)                               | 113-122                                     | 109-108                                     | Memphis                                     | 119-125                                     | 99-92                                       |
| Orlando             | 106-104                                     | 109-92                                      | 120-119                                     | 110-117 (OT)                                | New Orleans                                 | 103-116                                     | 123-105                                     |
| Washington          | 130-121                                     | 99-127                                      | 136-108                                     | 130-126                                     | San Antonio                                 | 109-99                                      | 137-135                                     |
| Division            | 8–8 (Domicile : 4-4; Extérieur : 4-4)       | 8–8 (Domicile : 4-4; Extérieur : 4-4)       | 8–8 (Domicile : 4-4; Extérieur : 4-4)       | 8–8 (Domicile : 4-4; Extérieur : 4-4)       | Division                                    | 6–4 (Domicile : 2-3; Extérieur : 4-1)       | 6–4 (Domicile : 2-3; Extérieur : 4-1)       |
| Conférence          | 22–30 (Domicile : 12–14; Extérieur : 10–16) | 22–30 (Domicile : 12–14; Extérieur : 10–16) | 22–30 (Domicile : 12–14; Extérieur : 10–16) | 22–30 (Domicile : 12–14; Extérieur : 10–16) | Conférence                                  | 14–16 (Domicile : 9–6; Extérieur : 5–10)    | 14–16 (Domicile : 9–6; Extérieur : 5–10)    |
| Total               | 36–46 (Domicile : 21–20; Extérieur : 15–26) | 36–46 (Domicile : 21–20; Extérieur : 15–26) | 36–46 (Domicile : 21–20; Extérieur : 15–26) | 36–46 (Domicile : 21–20; Extérieur : 15–26) | 36–46 (Domicile : 21–20; Extérieur : 15–26) | 36–46 (Domicile : 21–20; Extérieur : 15–26) | 36–46 (Domicile : 21–20; Extérieur : 15–26) |

## Classements

### Saison régulière
| Conférence Est | Conférence Est             | Conférence Est | Conférence Est | Conférence Est | Conférence Est | Conférence Est | Conférence Est |
| No             | Franchise                  | Vic.           | Déf.           | MJ             | V/D            | GB             |                |
| -------------- | -------------------------- | -------------- | -------------- | -------------- | -------------- | -------------- | -------------- |
| 1              | z - Celtics de Boston      | 64             | 18             | 82             | .780           | –              |                |
| 2              | x - Knicks de New York     | 50             | 32             | 82             | .610           | 14             |                |
| 3              | y - Bucks de Milwaukee     | 49             | 33             | 82             | .598           | 15             |                |
| 4              | x - Cavaliers de Cleveland | 48             | 34             | 82             | .585           | 16             |                |
| 5              | y - Magic d'Orlando        | 47             | 35             | 82             | .573           | 17             |                |
| 6              | x - Pacers de l'Indiana    | 47             | 35             | 82             | .573           | 17             |                |
|                |                            |                |                |                |                |                |                |
| 7              | x - 76ers de Philadelphie  | 47             | 35             | 82             | .573           | 17             |                |
| 8              | x - Heat de Miami          | 46             | 36             | 82             | .561           | 18             |                |
| 9              | pi - Bulls de Chicago      | 39             | 43             | 82             | .476           | 25             |                |
| 10             | pi - Hawks d'Atlanta       | 36             | 46             | 82             | .439           | 28             |                |
|                |                            |                |                |                |                |                |                |
| 11             | o - Nets de Brooklyn       | 32             | 50             | 82             | .390           | 32             |                |
| 12             | o - Raptors de Toronto     | 25             | 57             | 82             | .305           | 39             |                |
| 13             | o - Hornets de Charlotte   | 21             | 61             | 82             | .256           | 43             |                |
| 14             | o - Wizards de Washington  | 15             | 67             | 82             | .183           | 49             |                |
| 15             | o - Pistons de Détroit     | 14             | 68             | 82             | .171           | 50             |                |

| Division Sud-Est          | V  | D  | MJ | V/D  | GB | Dom   | Ext   | Div  |
| ------------------------- | -- | -- | -- | ---- | -- | ----- | ----- | ---- |
| y - Magic d'Orlando       | 47 | 35 | 82 | .573 | –  | 29-12 | 18-23 | 9-7  |
| x - Heat de Miami         | 46 | 36 | 82 | .561 | 1  | 22-19 | 24-17 | 13-3 |
| pi - Hawks d'Atlanta      | 36 | 46 | 82 | .439 | 11 | 21-20 | 15-26 | 8-8  |
| o - Hornets de Charlotte  | 21 | 61 | 82 | .256 | 26 | 11-30 | 10-31 | 6-10 |
| o - Wizards de Washington | 15 | 67 | 82 | .183 | 32 | 7-34  | 8-33  | 4-12 |

### NBA In-Season Tournament
| Rang | Équipe                 | Pts | J | G | P | Pp  | Pc  | Diff |
| ---- | ---------------------- | --- | - | - | - | --- | --- | ---- |
| 1    | Pacers de l'Indiana    | 8   | 4 | 4 | 0 | 546 | 507 | 39   |
| 2    | Cavaliers de Cleveland | 7   | 4 | 3 | 1 | 474 | 445 | 29   |
| 3    | 76ers de Philadelphie  | 6   | 4 | 2 | 2 | 485 | 476 | 9    |
| 4    | Hawks d'Atlanta        | 5   | 4 | 1 | 3 | 499 | 531 | -32  |
| 5    | Pistons de Détroit     | 4   | 4 | 0 | 4 | 439 | 484 | -45  |